# Многошипеста риба лист
Многошипестите риби лист (Monocirrhus polyacanthus) са вид актиноптери от семейство Polycentridae.
Таксонът е описан за пръв път от Йохан Якоб Хекел през 1840 година.